# Trichomyrmex scabriceps
Trichomyrmex scabriceps (лат.) — вид мелких муравьёв рода Trichomyrmex, ранее известный под именем Monomorium scabriceps.

## Распространение
Южная Азия (Индия, Пакистан).

## Описание
Длина коричневатых рабочих муравьёв (брюшко темнее) 3—7 мм (матки крупнее, до 12 мм). От близких видов отличается скульптированной головой с бороздками и пунктурами. Волосков под головой (псаммофора) нет. Усики 12-члениковые, булава состоит из 4 сегментов. Нижнечелюстные щупики 2-члениковые, нижнегубные щупики состоят из 2 сегментов. Тело морщинистое. Проподеум округлый, без шипиков или зубцов на заднегрудке. Стебелёк между грудью и брюшком состоит из двух члеников: петиолюса и постпетиолюса (последний четко отделен от брюшка), жало развито, куколки голые (без кокона).
Диплоидный набор хромосом 2n = 38.

## Систематика
Вид Trichomyrmex scabriceps  был впервые описан в 1878 году по материалам из Индии под первоначальным названием Holcomyrmex scabriceps Mayr, 1879. В 1922 году таксон включён в состав рода Monomorium (в подрод Holcomyrmex). Болтон (1987) включил таксон в состав видовой группы scabriceps в которую вошли частично представители рода Holcomyrmex и род Trichomyrmex, а в 2014 перенесён в род Trichomyrmex. Близок к виду Trichomyrmex criniceps, отличаясь многочисленными изогнутыми волосками и крупными пунктурами на голове и многочисленными длинными отстоящими волосками на груди.